# Schildgeld
Als Schildgeld (altertümlich „Schiltgeld“ lat. scutagium, engl. scutage, frz. escuage, écouage) wurde eine Abgabe zur Zeit der normannischen Herrschaft in England bezeichnet. Durch das Schildgeld konnten sich die kriegsdienstpflichtigen Vasallen von der Dienstpflicht für einzelne Feldzüge freikaufen. Das Schildgeld wurde vom König, dem Lehnsherrn, zur Finanzierung von Soldtruppen erhoben. Das Schildgeld war also eine Art Wehrsteuer.